# 南北大道第二中环衔接大道
南北大道第二中环衔接大道（简称“ELITE”），是马来西亚巴生谷的一条主要高速公路，也是南北大道公司高速公路网的一部分。第二中环衔接大道从北部通过新巴生河流域大道连接南北大道北段，南部则与南北大道南段相接，成为衔接南北大道南、北两段的主要道路，让北上和南下旅客不必中途出站，同时还可绕过首都吉隆坡内的交通拥挤地带。
第二中环衔接大道全长63公里（39英里），北端连接莎亚南交通枢纽601号出口，南端连接汝来北区交通枢纽612号出口。该高速公路还通过两条支线，即布城连贯公路和吉隆坡国际机场高速公路前往行政首都布城和吉隆坡国际机场。
该高速公路也是亚洲公路网2号线公路的一部分。